# Falle-et-Mheer
Falle-et-Mheer, parfois aussi orthographié Fall-et-Mheer, en néerlandais Val-Meer, est une section de la commune belge de Riemst située en Région flamande dans la province de Limbourg. La section est issue de la fusion en une commune des villages de Falle (en néerlandais : Val) et Mheer (en néerlandais : Meer) en 1796. C'était une commune à part entière avant la fusion des communes de 1977.

## Démographie

### Évolution démographique
- Sources : INS, Rem. : 1831 jusqu'en 1970 = recensements, 1976 = nombre d'habitants au 31 décembre[4].

## Personnalités
- Louis-Joseph Kerkhofs (1878-1962), évêque de Liège, protecteur des juifs durant la guerre.